# 環境保護主義的若者同盟
環境保護主義的若者同盟（Fédération des Jeunes Écologistes）はフランスにおける青年男女向けの政治組織である。若い緑の党員を継続する。青年の内に環境保護主義の奨励を行う。フランス緑の党とよく連携していても、自分の法人格を持ち、独立性を大切にすると言う。男女平等の通りに、全国記事二人を毎年選出する。各市にロカール・グールプがあることを誇る。